# Danviks kvarn

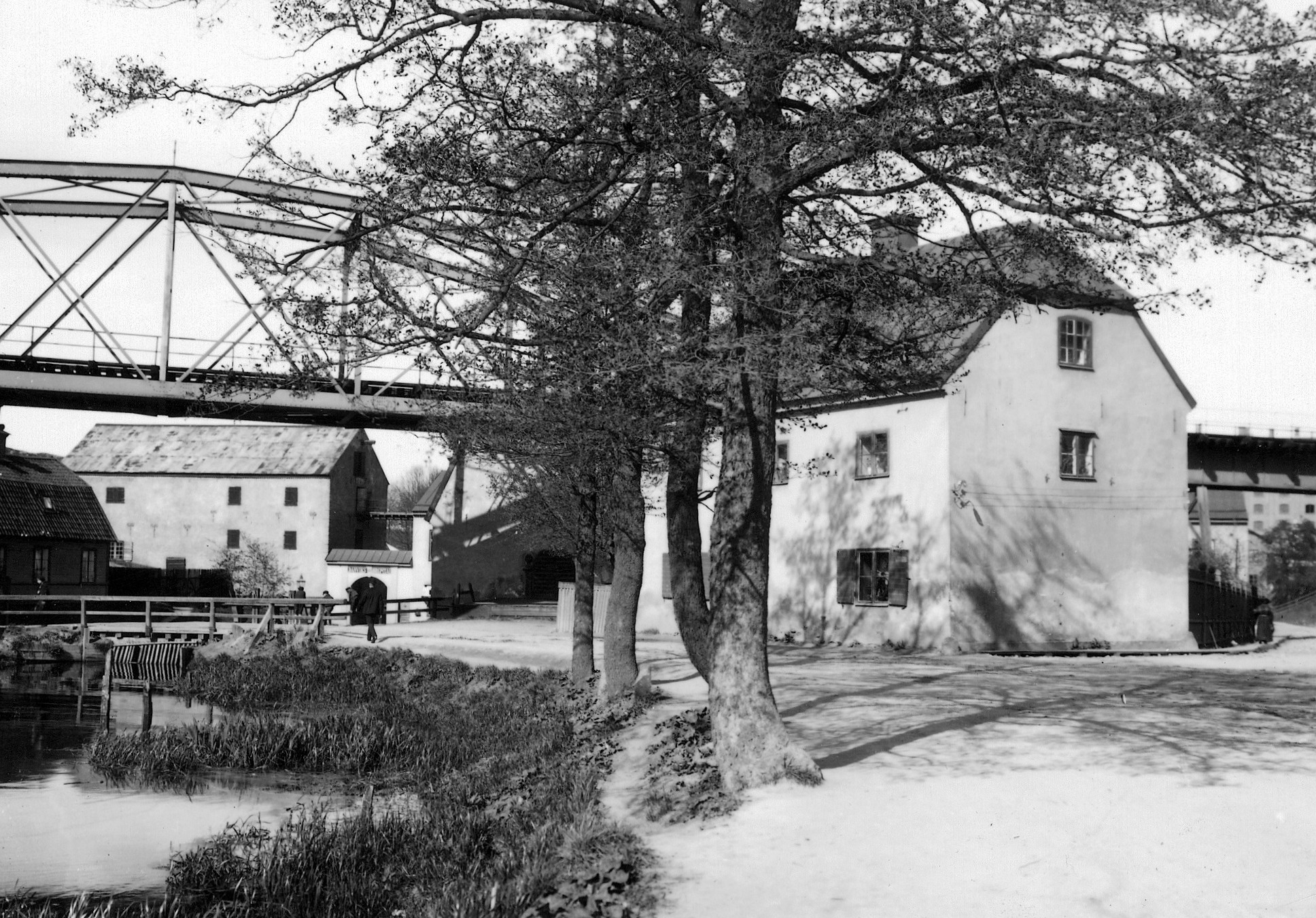
Danviks kvarn efter nedläggningen 1909.

Danviks kvarn (även kallad Danvikskvarn eller Danviksqvarn) var en vattenkvarn belägen vid Danvikens hospital på nordvästra Sicklaön i nuvarande Nacka kommun. Kvarnen inrättades 1543 och existerade i olika former fram till slutet av 1890-talet då den slogs ut av den modernare Saltsjökvarn.

## Historik

Historiska kartor
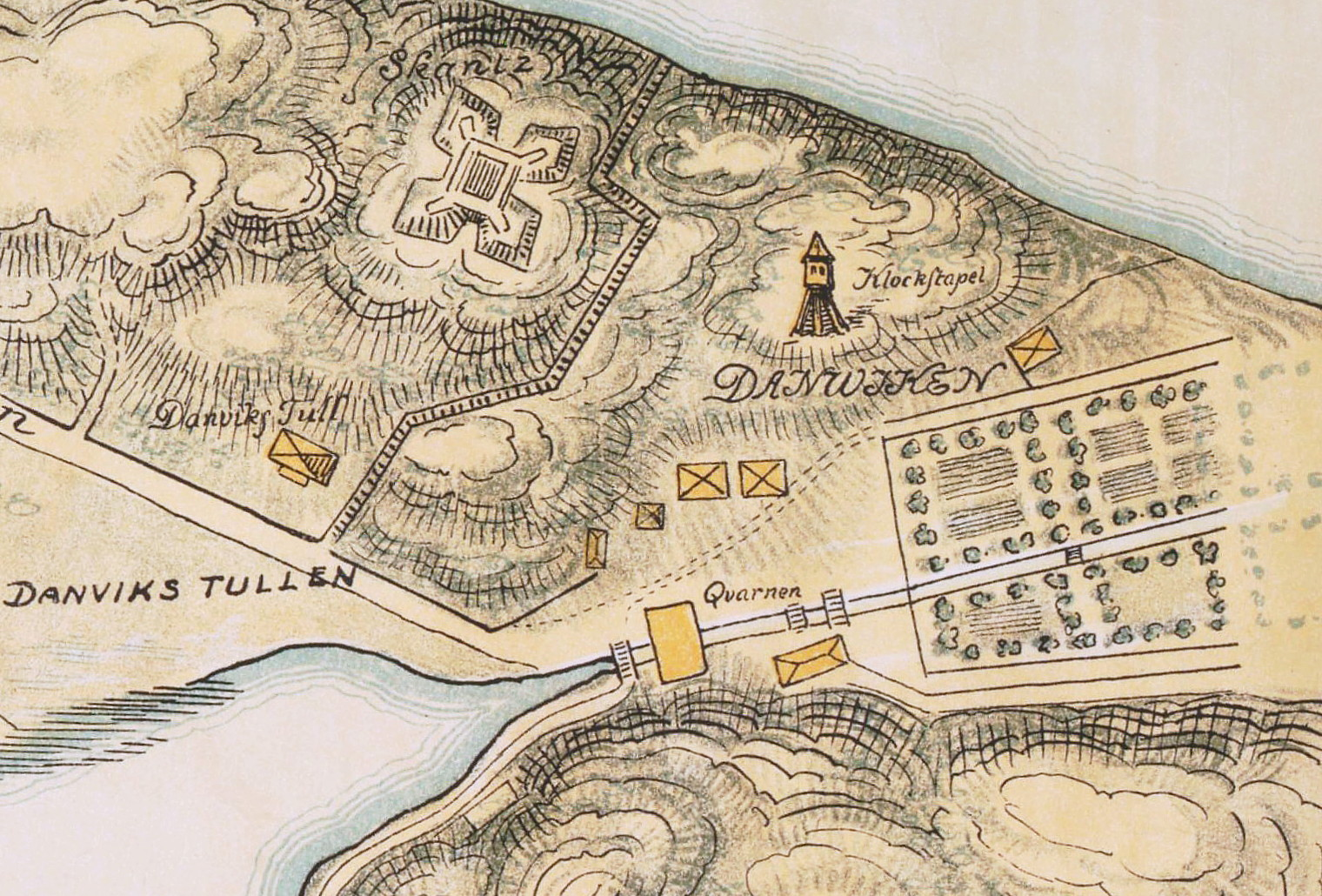
Holms tomtbok 1674 (rekonstruktion).
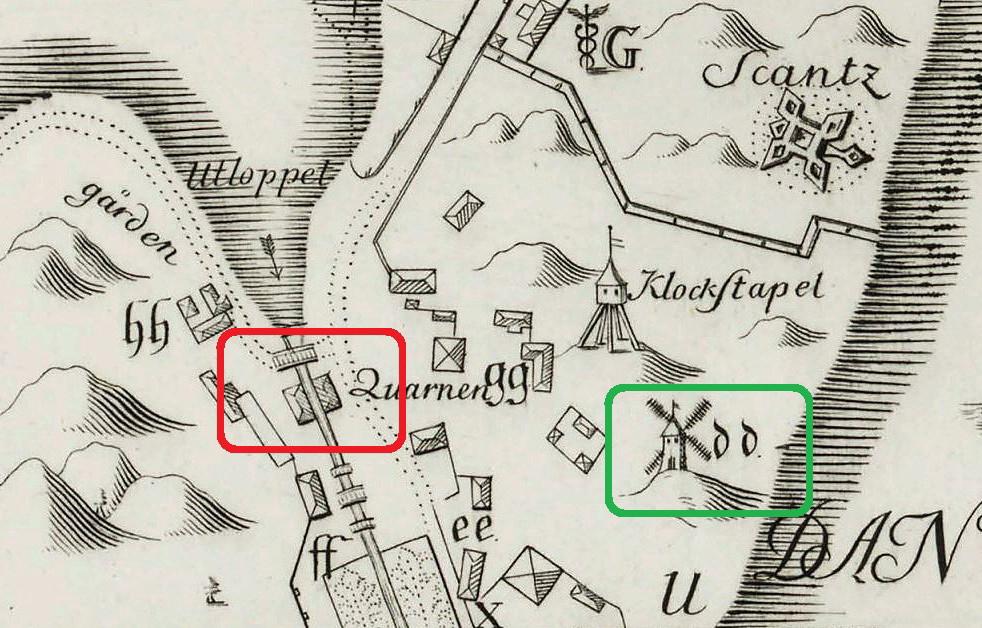
Tillæi karta 1733, vattenkvarn (rött) och väderkvarn (grönt). Kartan är västorienterad.
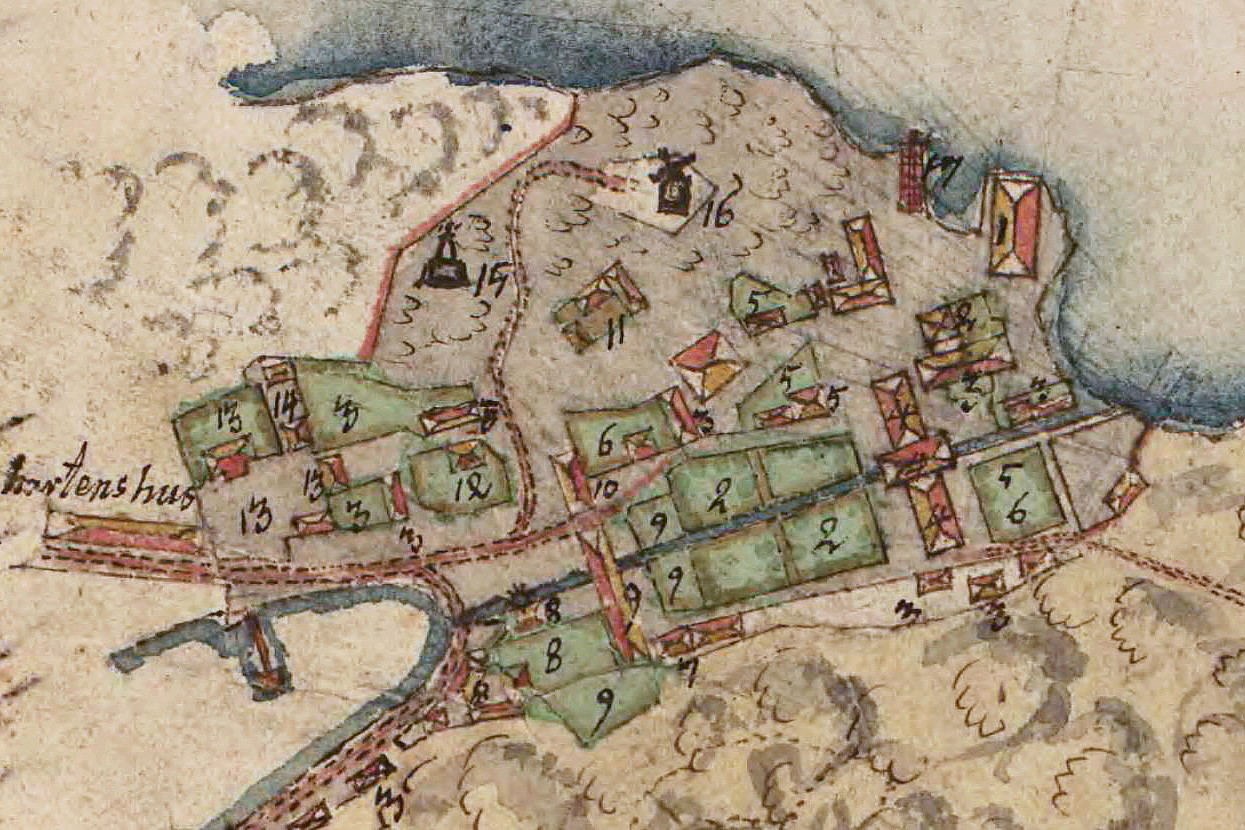
Gabriel Bodings karta 1782, vattenkvarn (8) och väderkvarn (16).
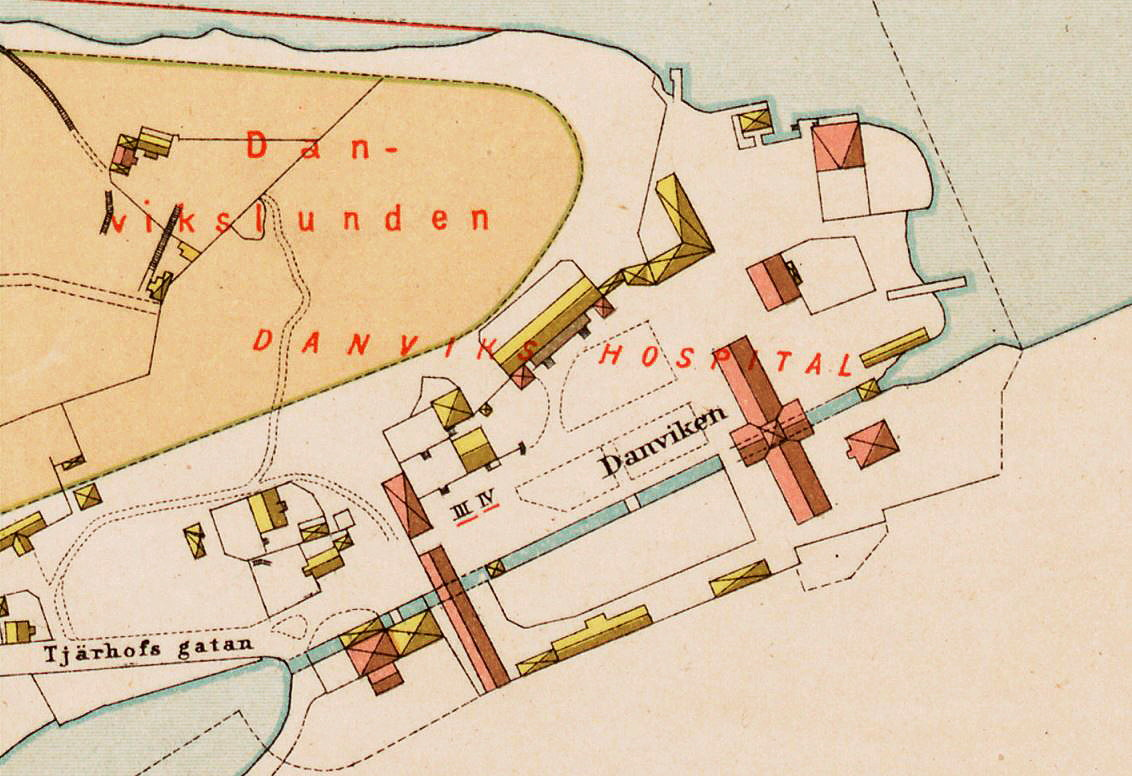
Alfred Rudolf Lundgrens karta 1885.

Det lilla vattendraget, kallad Danviks ström eller Kvarnströmmen, som på 1500-talet rann mellan Hammarby sjö och Saltsjön, hade genom landhöjningen nått en fallhöjd på mellan två och tre meter mot Saltsjön. Dessutom lät Gustav Vasa på 1500-talets början dämma upp Hammarby sjö vid Skanstull. Åtgärden höjde sjöns yta till cirka tre meter över Mälarens vattenstånd. Nu fanns en betryggande vattenförsörjning att driva en vattenkvarn. Genom fördämningen blev vattenytan i Hammarby sjö ofta högre än i Mälaren, men vid vårflod kunde det hända att förhållandet var det omvända.

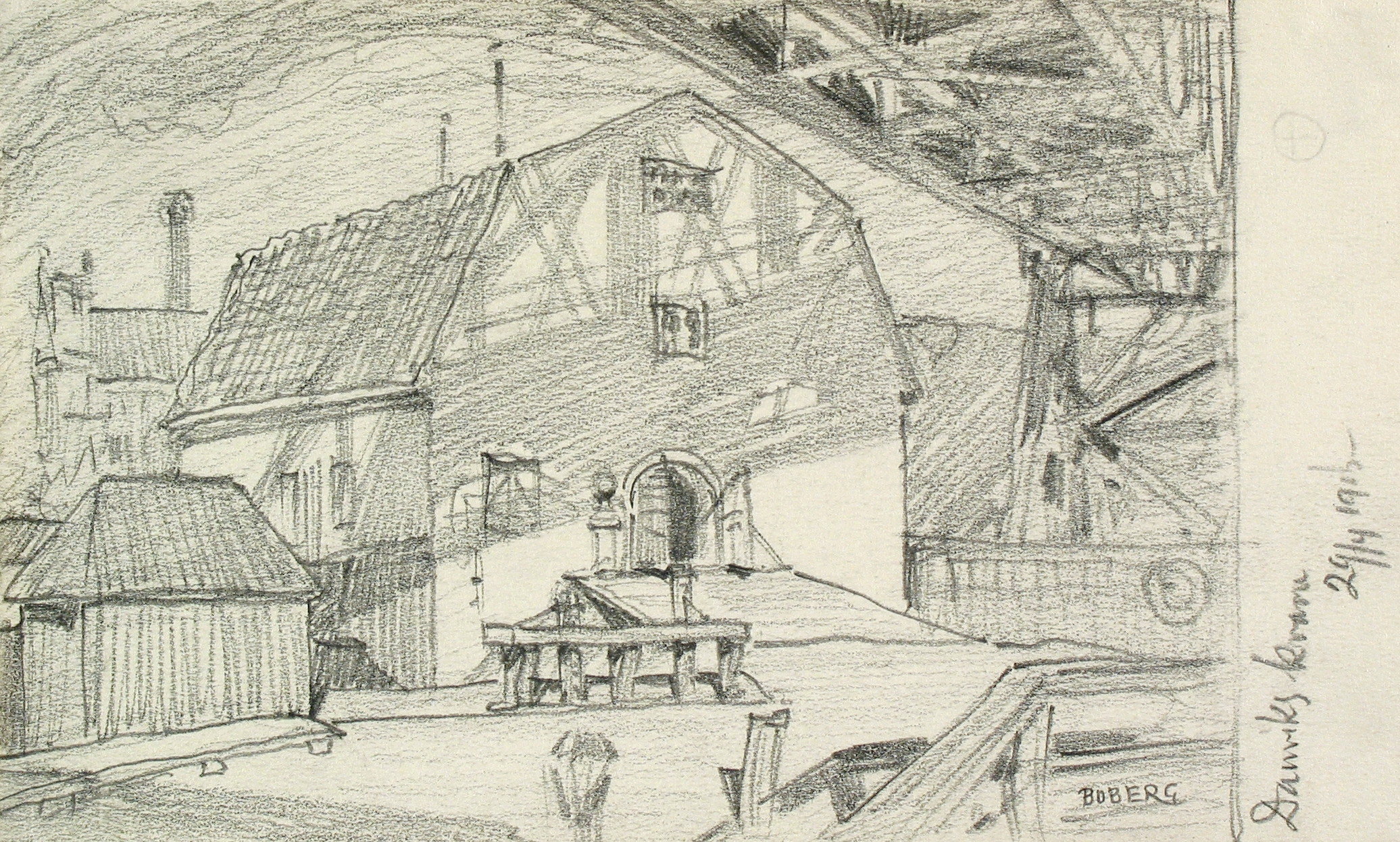
Danviks kvarn 1916, blyertsteckning av Ferdinand Boberg.

Kvarnen uppfördes på 1540-talet efter kunglig befallning av riksrådet Thure Bielke och stod färdig 1543. Då hade man även rätat ut Danviks ström till en rak kanal som från Hammarby sjö rann tvärs över hospitalsområdet, genom hospitalets trädgård, under huvudbyggnaden och ut i Saltsjön. På backen sydväst om kvarnbyggnaden byggdes mjölnarens boställe. År 1551 överläts kvarnen på Stockholms hospital vars verksamhet 1557 flyttade ut till Danviken och blev Danviks hospital. Med tiden kom Danviks kvarn att bli den mest omtalade och betydelsefulla på hela Sicklaön. Kvarnen var mycket lönsam och under många år en god inkomstkälla åt hospitalet.
På 1800-talets mitt arrenderades kvarnen av grosshandlaren D.R. Winqvist och traktören J.P. Pettersson. De lät utföra en ny- och ombyggnad av anläggningen, bland annat sänktes kvarnrännan vilket ledde till att fallhöjden nu blev mellan fyra och fem meter. Det sänkta vattenståndet i Hammarby sjö satte även stopp för ångslupstrafiken i Sicklasundet. 
Danviks hospitals avträde placerades ovanför kvarnrännan bakom hospitalsbyggnaden.
Slutet för Danviks kvarn inleddes när Holmberg & Möllers Qvarnaktiebolag på 1890-talet etablerade en modern ångdriven kvarn, kallad Saltsjöqvarn, direkt öster om Danviks vattenkvarn. Konkurrensen blev för övermäktig och i slutet av 1890-talet stängdes verksamheten. Då var en viss L.R.L. Wallén arrendator. Därefter stod kvarnens byggnader tomma och förföll. 
År 1916 besöktes den nedlagda kvarnen av arkitekten Ferdinand Boberg på sin tioåriga dokumentationsresa Sverige runt. Från besöket existerar flera blyertsskisser och kolteckningar av vilka några kom att publiceras i planschverket Svenska bilder från 1900-talets början. Danviks kvarn och de flesta byggnader, förutom själva hospitalsbyggnaden, revs i slutet av 1920-talet i samband med bygget av Danvikskanalen och Hammarbyleden, den nya farleden mellan Mälaren och Saltsjön.

Historiska bilder
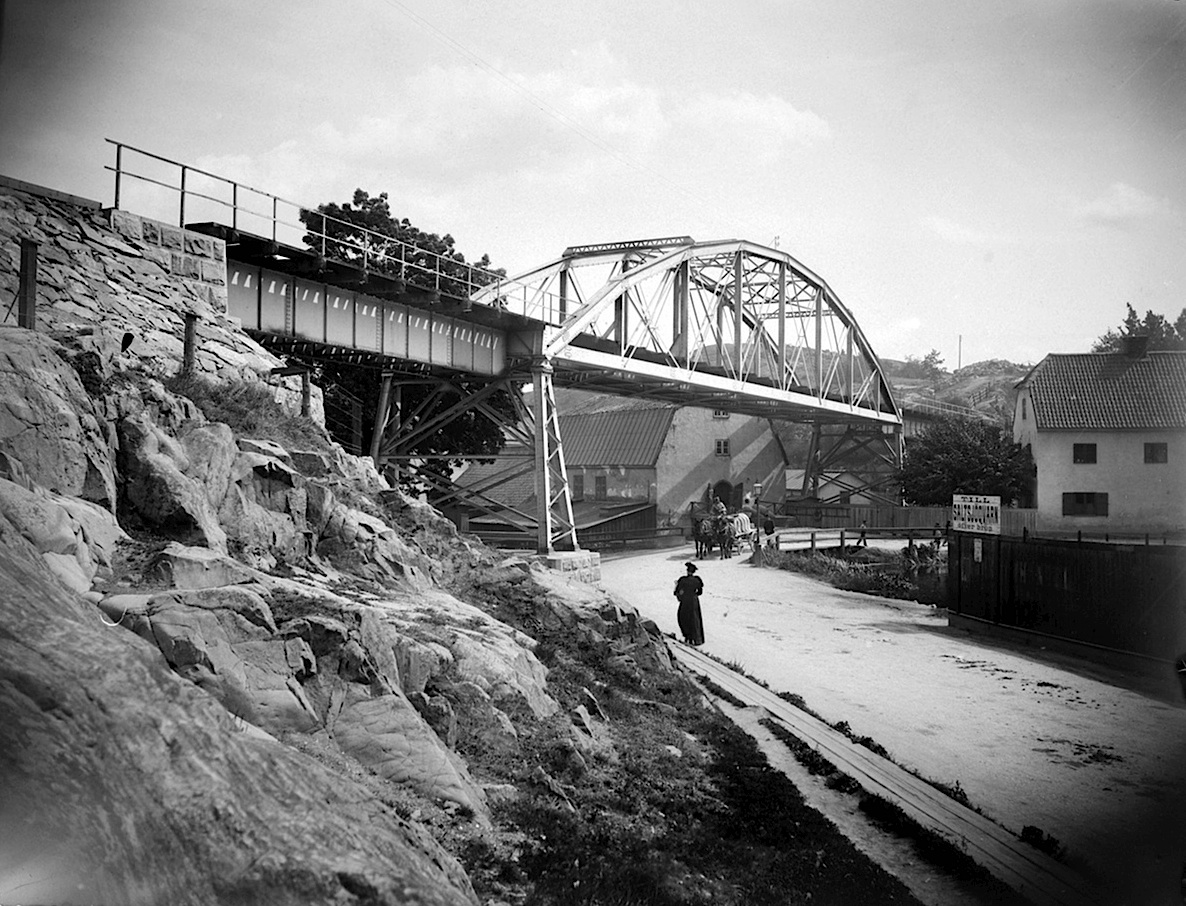
Bron för Saltsjöbanan med kvarnbyggnaden under bron, 1896.
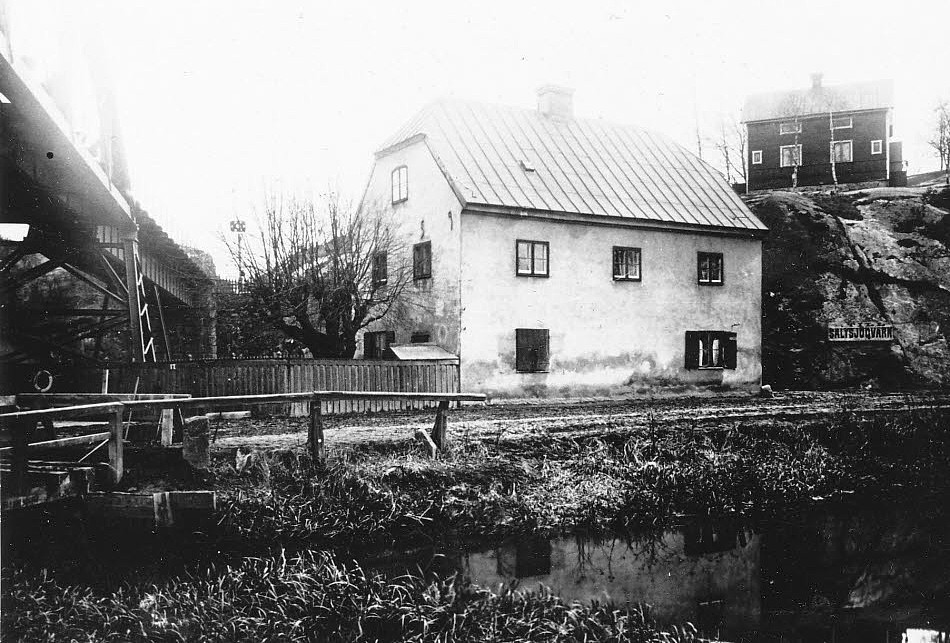
Kvarnbyggnaden och mjölnarstugan upp till höger, 1906.
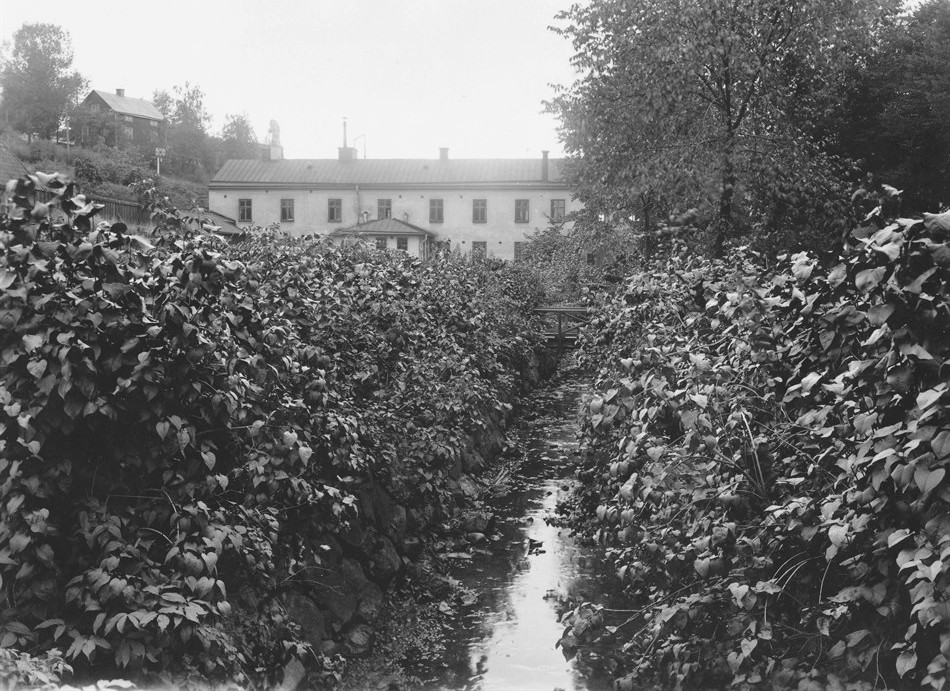
Kvarnrännan med hospitalsbyggnaden i fonden, 1915.
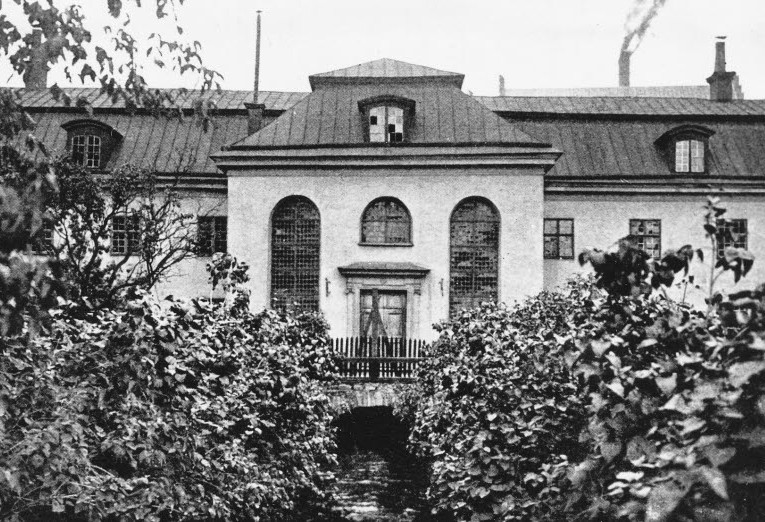
Kvarnrännan försvann in under hospitalsbyggnaden, 1915.